# Amt Neckarschwarzach

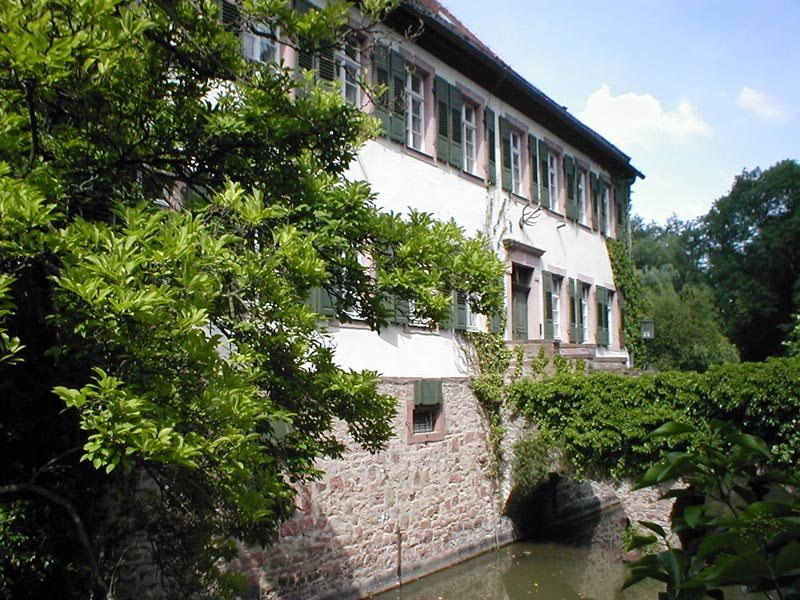
Haupthaus der Burg Neckarschwarzach

Das Amt Neckarschwarzach war eine von 1803 bis 1813 bestehende Verwaltungseinheit im Land Baden während der napoleonischen Zeit.

## Lage
Das Gebiet des Amtes erstreckte sich auf den östlichen Teil des Kleinen Odenwalds sowie den südlich angrenzenden Übergangsbereich zum Kraichgau. Die nördliche und östliche Grenze bildete im Wesentlichen der Neckar, lediglich eine der Ortschaften lag auf der gegenüberliegenden Seite des Flusses.

## Entstehung
Das Amt wurde aufgrund des Sechsten Edikts über die executive Landesadministration vom 9. März 1803 eingerichtet, war der Landvogtei Dilsberg unterstellt und umfasste hauptsächlich Ortschaften, die der Stüber Zent der aufgelösten Kurpfalz angehört hatten. Das Edikt war erlassen worden, um die Gebietsgewinne, die Baden aufgrund des Reichsdeputationshauptschlusses gemacht hatte, zu integrieren.

## Ortschaften 1804
- Waibstadt mit 1.269 Einwohnern, einzige Stadt des Amtes, hatte zuvor unter kirchlicher Landeshoheit des Hochstifts Speyer gestanden.
- Ober- und Unterschwarzach mit der namensgebenden Wasserburg und zusammen 406 Einwohnern.
- Neunkirchen mit 611 Einwohnern.
- Neckarkatzenbach mit der Ruine der Minneburg und 113 Einwohnern.
- Guttenbach mit 195 Einwohnern.
- Reichenbuch mit seinen 118 Einwohnern bildete in zweifacher Hinsicht eine Ausnahme: es lag auf der rechten Seite des Neckars und hatte auch nicht zur Stüber, sondern zur Mosbacher Zent gezählt. Der Ort galt aber als Zubehör der Minneburg.[2]
- Breitenbronn mit 196 Einwohnern.
- Aglasterhausen mit 558 Einwohnern.
- Asbach mit 435 Einwohnern.
- Daudenzell mit 172 Einwohnern.
- Bargen mit 598 Einwohnern.
- Flinsbach mit 364 Einwohnern.
- Helmstadt: 821 Einwohnern.
- Epfenbach mit etwa 700 Einwohnern.
- Reichartshausen mit 378 Einwohnern.
- Michelbach mit 173 Einwohnern.
- Haag mit 190 Einwohnern.
- Ober- und Nieder-Schönbrunn mit Oberallemühl und 341 Einwohnern.
- Moosbrunn mit 123 Einwohnern.
- Schwanheim mit Unterallemühl und 170 Einwohnern.

## Spätere Entwicklung
Ausgelöst durch weitere terroritiale Zugewinne nach dem Frieden von Pressburg 1805 und dem Inkrafttreten der Rheinbundakte 1806 kam es zu einer Verwaltungsreform in Baden. Mit dem General-Ausschreiben über die Eintheilung des Großherzogthums Baden in Bezirke vom 1. Juli 1807 wurden die Landvogteien in ganz Baden aufgelöst. Das Amt unterstand nun unmittelbar der nächsthöheren Ebene, hier der Provinz des Unterrheins oder die Badische Pfalzgrafschaft, zugleich wurde Waibstadt ausgliedert und Sitz eines eigenen Oberamts. 1809/10 gehörte Neckarschwarzach zum kurzlebigen Odenwälderkreis, danach zum Neckarkreis. 1810 bekam Neckarschwarzach vom aufgelösten Amt Waibstadt neben dem Hauptort noch Heinsheim zugeteilt. Ende 1810 war vorgesehen, das Amt aufzulösen und dem Bezirksamt Neckargemünd zuzuweisen. Diese Entscheidung wurde im Frühjahr 1811 rückgängig gemacht, es blieb provisorisch in seinem bisherigen Umfang erhalten. Später wurden ihm noch als grundherrschaftlich klassifizierte Orte zugewiesen.
1813 wurde Neckarschwarzach dann auf benachbarte Ämter aufgeteilt:
- Dem Bezirksamt Neckarbischofsheim wurden Waibstadt, Bargen, Flinsbach, Epfenbach, Helmstadt und Reichartshausen zugewiesen. Diese Ortschaften kamen später zum Landkreis Sinsheim und bei dessen Auflösung 1973 zum Rhein-Neckar-Kreis.
- Reichenbuch kam zum Stadt- und Ersten Landamt Mosbach, Heinsheim, Asbach, Daudenzell, Guttenbach, Neckarkatzenbach, Breitenbronn und Aglasterhausen zum Zweiten Landamt Mosbach, alle später über das Bezirksamt Mosbach zum Landkreis Mosbach. Im März 1972 wurde Heinsheim nach Bad Rappenau eingemeindet und gelangte so zum Landkreis Heilbronn, die übrigen Ortschaften kamen 1973 zum Neckar-Odenwald-Kreis.
- Schwarzach, Haag, Neunkirchen, Schönbrunn, Schwanheim, Michelbach und Moosbrunn kamen zum Bezirksamt Neckargemünd und bei dessen Auflösung 1857 zum Bezirksamt Eberbach. 1914 wurde Michelbach zum Bezirksamt Mosbach umgesetzt,[8] im April 1924 das Bezirksamt Eberbach aufgeteilt.[9] Dabei kamen Haag, Schönbrunn, Schwanheim, und Moosbrunn zum Bezirksamt und späteren Landkreis Heidelberg, dann 1973 zum Rhein-Neckar-Kreis, die übrigen (Neunkirchen, Ober- und Unterschwarzach) zum Bezirksamt und späteren Landkreis Mosbach und ebenfalls 1973 zum Neckar-Odenwald-Kreis.